# Умаг
Умаг (итал. Umago) је град у Хрватској у Истарској жупанији. Умаг се налази западној истарској обали, на само 10  од словеначке границе и уз Савудрију најзападније је мјесто у Хрватској. Према првим резултатима пописа из 2011. у граду је живело 13.594 становника, а у самом насељу је живело 7.093 становника.
Познат по ATP Croatia Open Tennis, турниру који се одржава од 1990. године.

## Географија
Умаг је град на западној истарској обали, на само 10  од словеначке границе и уз Савудрију најзападније је мјесто у РХ.

## Становништво

### Град Умаг

#### Број становника по пописима
| Националност   | 2001.  | 1991.  | 1981. | 1971. | 1961. | 1953. | 1948. | 1931. | 1921. | 1910. | 1900. | 1890. | 1880. | 1869. | 1857. |
| бр. становника | 12.901 | 12.348 | 9.936 | 8.160 | 7.554 | 6.896 | 7.103 | 7.704 | 6.858 | 6.548 | 5.689 | 5.071 | 4.536 | 3.775 | 3.503 |

- напомене:

Настао из старе општине Бује. У 1857, 1869, 1921, 1931, 1981. и 1991. садржи део података за град Бује, а до 1991. садржи део података за град Новиград.

### Умаг (насељено место)

#### Број становника по пописима
| Националност   | 2001. | 1991. | 1981. | 1971. | 1961. | 1953. | 1948. | 1931. | 1921. | 1910. | 1900. | 1890. | 1880. | 1869. | 1857. |
| бр. становника | 7.769 | 7.718 | 6.205 | 4.520 | 3.326 | 2.839 | 1.909 | 3.746 | 3.430 | 1.837 | 1.629 | 1.440 | 1.515 | 1.970 | 1.844 |

- напомене:

У 1857, 1869, 1921. и 1931. садржи податке за насеља Башанија, Ђуба, Замбратија, Кмети, Мурине и Шегет и део података за насеље Виланија, а у 1921. и 1931. садржи и део података за насеље Савудрија. У 2001. повећано за део бившег насеља Умаг-Комунела које се поделило између насеља Монтерол и Умаг. До 1991. садржи податке за насеље Монтерол, односно за бивше насеље Умаг-Комунела.

## Попис1991.
На попису становништва 1991. године, насељено место Умаг је имало 4.838 становника, следећег националног састава:
| Попис 1991.‍   | Попис 1991.‍  | Попис 1991.‍ | Попис 1991.‍ | Попис 1991.‍ |
| ------------- | ------------ | ----------- | ----------- | ----------- |
|               |              |             |             |             |
| Хрвати        | Хрвати       |             | 2.321       | 47,97%      |
| Италијани     | Италијани    |             | 475         | 9,81%       |
| Муслимани     | Муслимани    |             | 317         | 6,55%       |
| Срби          | Срби         |             | 312         | 6,44%       |
| Југословени   | Југословени  |             | 289         | 5,97%       |
| Словенци      | Словенци     |             | 127         | 2,62%       |
| Роми          | Роми         |             | 50          | 1,03%       |
| Албанци       | Албанци      |             | 40          | 0,82%       |
| Црногорци     | Црногорци    |             | 28          | 0,57%       |
| Мађари        | Мађари       |             | 14          | 0,28%       |
| Словаци       | Словаци      |             | 13          | 0,26%       |
| Турци         | Турци        |             | 12          | 0,24%       |
| Македонци     | Македонци    |             | 7           | 0,14%       |
| Бугари        | Бугари       |             | 1           | 0,02%       |
| Немци         | Немци        |             | 1           | 0,02%       |
| Румуни        | Румуни       |             | 1           | 0,02%       |
| остали        | остали       |             | 4           | 0,08%       |
| неопредељени  | неопредељени |             | 179         | 3,69%       |
| регион. опр.  | регион. опр. |             | 620         | 12,81%      |
| непознато     | непознато    |             | 27          | 0,55%       |
| укупно: 4.838 |              |             |             |             |